# Microsoft Edge
Microsoft Edge är en webbläsare utvecklad av Microsoft, ursprungligen med arbetsnamnet Spartan. Webbläsaren ersatte Internet Explorer som standardwebbläsare i Windows 10.
Webbläsaren finns i två huvudversioner, dels den ursprungliga versionen Edge Legacy som använder Microsofts renderingsmotor EdgeHTML och Javascriptmotorn Chakra, och dels den nyare versionen Edge Chromium, som använder renderingsmotorn Blink och Javascript-motorn V8. Den Chromium-baserade versionen av Edge ska släppas för alla Windows-versioner som stöds, och Microsoft avser dessutom att bidra till utvecklingen av Chromium.
Support för den ursprungliga versionen av Microsoft Edge upphörde 9 mars 2021. Det innebär att säkerhetsuppdateringar inte publiceras för Microsoft Edge Legacy efter det datumet. Mer information finns här
Marknadsandelen för Edge på datorer var enligt StatCounter 3,37 procent i maj 2021.